# Théorème de Wigner
 (avril 2017).
Si vous disposez d'ouvrages ou d'articles de référence ou si vous connaissez des sites web de qualité traitant du thème abordé ici, merci de compléter l'article en donnant les références utiles à sa vérifiabilité et en les liant à la section « Notes et références ».
Le théorème de Wigner est le théorème de base de la théorie des matrices aléatoires et donne le comportement asymptotique global du spectre d'une matrice de Wigner. 

## Le cadre
Soit {\displaystyle M_{n}=(X_{i,j})_{i,j\leqslant n}}une matrice aléatoire symétrique de taille {\displaystyle n\times n}, dont les entrées au-dessus de la diagonale sont des variables indépendantes et identiquement distribuées. On suppose que ces variables sont centrées (leur espérance est nulle) et dont la variance est égale à 1. Par le théorème spectral, la matrice {\displaystyle M_{n}}est diagonalisable et possède {\displaystyle n} valeurs propres réelles (pas nécessairement distinctes), que l'on ordonne dans l'ordre décroissant : {\displaystyle \lambda _{1}^{n}\geqslant ...\geqslant \lambda _{n}^{n}}. Notons {\displaystyle \mu _{n}}la loi spectrale empirique de la matrice {\displaystyle M_{n}/{\sqrt {n}}} : autrement dit, 
{\displaystyle \mu _{n}={\frac {1}{n}}\sum _{i=1}^{n}\delta _{\lambda _{i}^{n}}}où {\displaystyle \delta } est le symbole de Dirac. La loi spectrale empirique est une loi de probabilité qui est elle-même aléatoire : pour chaque réalisation de la variable aléatoire {\displaystyle M_{n}}, elle vaudra une certaine valeur. Elle permet notamment de connaître la localisation des valeurs propres : par exemple, si {\displaystyle [a,b]} est un intervalle, alors {\displaystyle \mu _{n}([a,b])} est égal à la proportion de valeurs propres de {\displaystyle M_{n}} contenues dans l'intervalle {\displaystyle [a,b]}. 
Enfin, rappelons que la loi du demi-cercle est la loi de probabilité dont la densité par rapport à la mesure de Lebesgue est la fonction {\displaystyle \mu (x)=\mathbb {I} _{|x|\leqslant 2}{\frac {1}{2\pi }}{\sqrt {4-x^{2}}}}. 

## Énoncé du théorème de Wigner
Dans le cadre exposé précédemment, le théorème de Wigner dit que {\displaystyle \mu _{n}} converge en loi vers la loi du demi-cercle. Une version faible donne la convergence au sens des moments : pour tout entier {\displaystyle k}, on a 
{\displaystyle \mathbb {E} \left[\int _{\mathbb {R} }x^{k}d\mu _{n}(x)\right]\longrightarrow \int _{\mathbb {R} }x^{k}\rho (x)dx}lorsque {\displaystyle n} tend vers l'infini.

## Éléments de preuve
Pour démontrer la version faible, on utilise une preuve combinatoire reposant sur les nombres de Catalan ; les moments de {\displaystyle \mu } suivent leur parité :
{\displaystyle \forall r\in \mathbb {N} ,\int x^{r}d\mu (x)=\int _{0}^{2}x^{r}{\frac {\sqrt {4-x^{2}}}{2\pi }}dx=\left\{{\begin{array}{ll}0&{\mbox{si }}r=2k+1\\{\frac {1}{2k+1}}{\binom {2k}{k}}&{\mbox{si }}r=2k.\end{array}}\right.}
On trouve également la méthode de la résolvante. On remarque que la famille de fonctions test {\displaystyle \{x\mapsto x^{r},r\in \mathbb {N} \}} ramène le problème à la méthode des moments. Soit {\displaystyle \mathbb {C} _{+}:=\{z\in \mathbb {C} \mid \mathrm {Im} (z)>0\}}. On peut considérer la famille de fonctions test {\displaystyle \{x\mapsto 1/(x-z),z\in \mathbb {C} _{+}\}} et ramener le problème à une équation pour la trace de la résolvante, liée à la transformée de Cauchy-Stieltjes {\displaystyle S_{\nu }:\mathbb {C_{+}} \rightarrow \mathbb {C} } d'une loi {\displaystyle \nu } sur {\displaystyle \mathbb {R} } définie par :
{\displaystyle S_{\nu }(z):=\int {\frac {1}{x-z}}d\nu (z).}